# Матвиенко, Иван Тихонович
Иван Тихонович Матвиенко (28 июля 1913 года, Темир — 7 января 1991 года, Медногорск, Оренбургская область) — советский металлург, старший мастер Медногорского медно-серного комбината. Герой Социалистического Труда (1961).

## Биография
Родился в 1913 году в крестьянской семье в Темир Актюбинской области. После окончания школы трудился в местном колхозе «Овцевод». С 1931 года работал в Темирской геолого-разведочной экспедиции, с 1936 года — рабочий Соль-Илецкого соляного рудника, с 1938 года — на строительстве Медногорского медно-серного комбината. Во время Великой Отечественной войны трудился старшим горновым, мастером на этом же комбинате.
С 1951 года — старший мастер цеха, с 1959 года — старший мастер сократительной плавки и конвертирования. Досрочно выполнил личные социалистические обязательства и плановые производственные задания Шестой пятилетки (1956—1960). Указом Президиума Верховного Совета СССР от 9 июня 1961 года «за выдающиеся успехи, достигнутые в деле развития цветной металлургии» удостоен звания Героя Социалистического Труда с вручением Ордена Ленина и золотой медали Серп и Молот.
Избирался депутатом Медногорского городского Совета народных депутатов, членом партийной комиссии при городском комитете КПСС.
В 1963 году вышел на пенсию. Персональный пенсионер республиканского значения. Проживал в городе Медногорск Оренбургской области. Скончался в январе 1991 года.
Награды
- Герой Социалистического Труда
- Орден Ленина
- Медаль «За доблестный труд в Великой Отечественной войне 1941—1945 гг.»
- Медаль «В ознаменование 100-летия со дня рождения Владимира Ильича Ленина»
- Медаль «За трудовую доблесть»
- Почётный гражданин Медногорска (21.10.1977)

## Память
Гранитная звезда с портретом И. Т. Матвиенко установлена 1 октября 2018 года на Аллее героев в центре города Медногорска Оренбургской области.